# 팔코 람바디
팔코 람바디(일본어: ファルコ・ランバルディ, 영어: Falco Lombardi)는 닌텐도의 비디오 게임 시리즈 《스타폭스》의 등장인물로, 의인화된 꿩의 모습이다. 미야모토 시게루가 만들고 이마무라 다카야가 디자인했다. 팔코는 대부분의 시리즈에서 폭스 맥클라우드의 윙맨이자 친구 역할이다. 팔코는 스타폭스팀에서 존경 받고 숙련된 조종사 중 한 명이다.